# Irrfan Khan

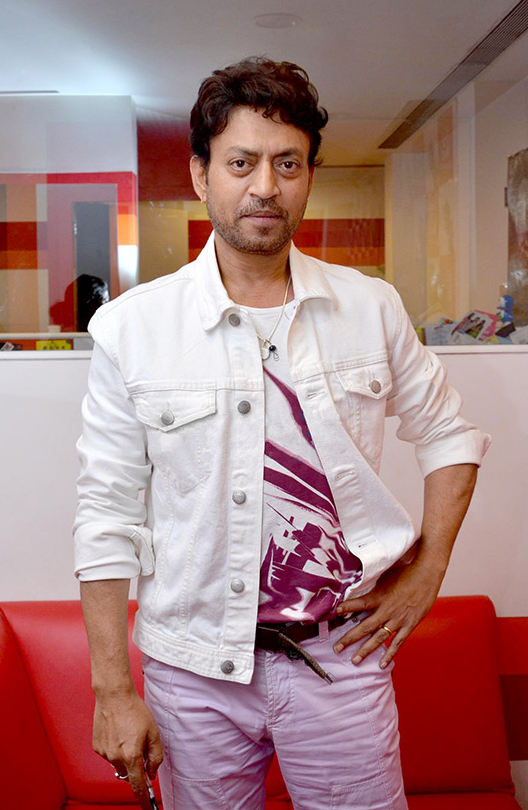
Irrfan Khan (2015)

Sahabzade Irrfan Ali Khan (gelegentlich auch Irfan Khan; Urdu: عرفان خان; Hindi: इरफ़ान ख़ान, Irfān Khān; * 7. Januar 1967 in Tonk, Rajasthan; † 29. April 2020 in Mumbai, Maharashtra) war ein indischer Schauspieler.
Der zu Beginn seiner Karriere in indischen Filmproduktionen tätige Khan wurde später auch international durch Rollen in Filmen wie Slumdog Millionär, Life of Pi oder Lunchbox bekannt. Er wurde für sein Schaffen unter anderem mit zwei Filmfare Awards und einem Screen Actors Guild Award ausgezeichnet.

## Leben
Irrfan Khan wuchs in einer muslimischen Familie auf. Von 1984 bis 1987 absolvierte er eine Schauspielausbildung an der National School of Drama in Delhi. Anschließend zog er nach Mumbai, wo er zunächst in mehreren Fernsehserien und Theaterproduktionen mitwirkte.
Die indische Filmemacherin Mira Nair bot ihm 1988 einen Kurzauftritt in ihrem Film Salaam Bombay! an. Anschließend wirkte er regelmäßig in zumeist weniger erfolgreichen Filmproduktionen mit. Erst 2001 kam der große Durchbruch mit der Hauptrolle in The Warrior, einem in Europa produzierten, international erfolgreichen Historienfilm.
Seine erste Hauptrolle in einem Bollywoodfilm spielte Khan 2005 in Rog. Bereits 2004 gewann er als Nebendarsteller in dem Film Haasil den Filmfare Award für den besten Schauspieler in einer Schurkenrolle. Für seine Leistung in Metro: Die Liebe kommt nie zu spät (2007) erhielt er den Filmfare Award als bester Nebendarsteller.
Zu den europäischen und amerikanischen Produktionen, in denen Khan mitwirkte, zählen Namesake – Zwei Welten, eine Reise, Ein mutiger Weg, Darjeeling Limited, Slumdog Millionär, The Amazing Spider-Man, Life of Pi: Schiffbruch mit Tiger, Jurassic World und  Inferno. 2017 wurde er in die Academy of Motion Picture Arts and Sciences (AMPAS) aufgenommen, die jährlich die Oscars vergibt.
2018 wurde bei Khan ein neuroendokriner Tumor diagnostiziert. Nach einer Behandlung begann er 2019 wieder zu arbeiten. Im Jahr 2020 erlitt er eine Infektion des Darms, an deren Komplikationen er im April 2020 im Alter von 53 Jahren starb.

## Privatleben
Irrfan Khan war mit Sutapa Sikdar verheiratet, einer weiteren Absolventin der National School of Drama. Das Paar hatte zwei Söhne.

## Filmografie (Auswahl)
- 1988: Salaam Bombay!
- 1989: Kamla Ki Maut
- 1990: Drishti
- 1990: Ek Doctor Ki Maut
- 1991: Pita
- 1992: Mujhse Dosti Karoge
- 1993: Karamati Coat
- 1994: Vaade Iraade
- 1994: Purush
- 1995: Adhura
- 1998: Such a Long Journey
- 1998: Bada Din
- 1999: The Goal
- 2000: Ghaath – Rache (Ghaath)
- 2001: Kasoor
- 2001: The Warrior
- 2002: Gunaah
- 2002: Pratha
- 2002: Haathi Ka Anda
- 2003: Dhund: The Fog
- 2003: Haasil
- 2003: Supari
- 2003: Footpath
- 2003: Maqbool – Der Pate von Mumbai (Maqbool)
- 2003: Road to Ladakh
- 2003: Bokshu the Myth
- 2004: Charas: A Joint Effort
- 2004: Im Kreuzfeuer der Gewalt (Aan: Men at Work)
- 2004: Schatten der Zeit
- 2005: Rog – Wenn Liebe krankhaft wird (Rog)
- 2005: Chehraa
- 2005: Chocolate: Deep Dark Secrets
- 2005: 7 1/2 Phere: More Than a Wedding
- 2005: Dubai Return
- 2006: Yun Hota Toh Kya Hota
- 2006: The Killer
- 2006: Namesake – Zwei Welten, eine Reise (The Namesake)
- 2006: Deadline: Sirf 24 Ghante
- 2006: Sainikudu
- 2006: Mr. 100%
- 2007: Partition
- 2007: Metro: Die Liebe kommt nie zu spät (Life in a… Metro)
- 2007: Ein mutiger Weg (A Mighty Heart)
- 2007: Darjeeling Limited
- 2007: Apna Asmaan
- 2007: Aaja Nachle – Komm, tanz mit mir (Aaja Nachle)
- 2008: Tulsi: Mathrudevobhava
- 2008: Sunday
- 2008: Krazzy 4
- 2008: Mumbai Meri Jaan
- 2008: Chamku
- 2008: Slumdog Millionär (Slumdog Millionaire)
- 2009: New York, I Love You (New York, I Love You)
- 2008: Dil Kabaddi
- 2009: Billu Barber (Billu)
- 2012: The Amazing Spider-Man
- 2012: Life of Pi: Schiffbruch mit Tiger (Life of Pi)
- 2013: Lunchbox (Dabba)
- 2014: Gunday
- 2014: Haider
- 2015: Piku
- 2015: Jurassic World
- 2015: Jazbaa
- 2016: Madaari
- 2016: Inferno
- 2016: Die Tokioter Prozesse (Tokyo Trial, Miniserie)
- 2017: Single – Nein Danke! (Qarib Qarib Singlle)
- 2018: Puzzle
- 2018: Durga Rani Singh
- 2018: Blackmail
- 2018: Karwaan
- 2020: Angrezi Medium

## Auszeichnungen
- 2003: Filmfare Award, Bester Schauspieler in einer Negativrolle für Haasil
- 2008: Filmfare Award, Bester Nebendarsteller für Life in a… Metro
- 2009: Screen Actors Guild Award für das beste Schauspielerensemble in einem Spielfilm (Slumdog Millionär)
- 2011: Padma Shri